# 伴野文夫
伴野 文夫（ばんの ふみお、1933年11月14日 - ）は、日本のジャーナリスト。
東京生まれ。1952年東京都立日比谷高等学校卒、東京大学文学部西洋史学科卒、日本放送協会に入る。高校からNHKまでの同期には萩野弘巳がいる。1968-1972年ブリュッセル支局、1972-1973年パリ総局勤務、ニュースセンター経済部、ボン特派員の後、大和総研顧問、1995年‐2001年杏林大学社会科学部教授。2004年定年。

## 著書
- 『EC=ヨーロッパ九つの顔』日本放送出版協会 1974
- 『ユーロ導入後のEUの動向』エグゼクティブ・アカデミー 1999
- 『ユーロは絶対に崩壊しない　米英マネー資本主義に立ち向かうＥＵの大陸資本主義』幻冬舎メディアコンサルティング 2016
- 『エマニュエル・マクロン　フランスが生んだ革命児』幻冬舎メディアコンサルティング 2021
- 『２０５０年、未来秩序の選択　「アングロサクソンの時代」から「地球協同体」へ』NHK出版 2021
- 『二人のウラジーミル　レーニンとプーチン』藤原書店 2024

### 翻訳
- ジャン・ラクチュール『ベトナムの星 ホー・チ・ミンと指導者たち』吉田康彦共訳 サイマル出版会 1968
- チャールズ・グランEUEUを創った男 ドロール時代十年の秘録』日本放送出版協会 NHKブックス 1995
- ジャック・アタリ『21世紀事典』柏倉康夫,萩野弘巳共訳 産業図書 1999
- クリスチーヌ・オクラン『語り継ぐヨーロッパ統合の夢 ローマ帝国からユーロ誕生まで』日本放送出版協会 2002